# MTV Live HD
MTV Live ist ein englischsprachiger Musiksender, der sein Programm 24 Stunden täglich in 1080i ausstrahlt. MTV Live HD ging im September 2008 in mehreren Ländern Europas und Lateinamerikas als MTVNHD (MTV Networks High Definition) auf Sendung. Der Sender ist ein Tochterkanal von MTV und Nickelodeon, der zu Paramount Global gehört. Der Sitz des Senders befindet sich in Warschau.
MTV Live HD ist seit 2010 in mehreren Ländern Europas, Nord- und Lateinamerikas sowie Australien und Asien empfangbar.
Es ist der erste High-Definition-Musiksender, der hauptsächlich die MTV-Sendungen und -Events wie die MTV Video Music Awards ausstrahlt.
Am 1. Juli 2011 wurde der Sender im Zuge des Rebrands aller MTV-Sender auf der Welt in MTV Live HD umbenannt.
Am 5. April 2017 änderte MTV das Logo farblich für MTV Live HD.

## Empfangbarkeit
Der Sender ist im Oktober 2010 in mehreren Ländern auf den Kontinenten Europa, Nordamerika, Lateinamerika, Asien sowie Australien auf Sendung gegangen. Im Jahre 2011 sollte der Sender in Afrika starten. Wie die Empfangssituation dort ist (Stand: 2. September 2014), ist unklar. Vom 4. April 2012 bis 1. September 2014 war der Sender bei dem Pay-TV-Anbieter Sky verfügbar. Zum 1. September 2014 wurde die Verbreitung von MTV Live HD über den Pay-TV-Anbieter Sky beendet. Seit dem 10. September 2014 ist MTV Live HD in Deutschland nur noch über Unitymedia, Magine TV und über die „MTV Play“-App empfangbar.
MTV LIVE HD ist seit 1. März 2018 nicht mehr Bestandteil von MTV Play und seiner App in Deutschland.
Am 28. Februar 2019 wurde MTV Live HD über Magine TV abgeschaltet. Grund war die Einstellung des Streaming-Anbieter Magine TV in Deutschland. Alternativ war MTV Live HD in Deutschland auch über Diveo zu empfangen. Am 30. November 2019 stellte jedoch Diveo seinen Sendebetrieb ebenfalls ein, sodass MTV Live HD dort nicht mehr zu empfangen ist.
Außerdem ist der Sender bei zahlreichen regionalen Kabelanbietern, die ein Bouquet der M7 Deutschland Gruppe vertreiben, in kostenpflichtigen Paketen eingespeist. 

### Musik
- Hot Right Now
- Live Vibrations
- MTV Asks
- MTV Live
- MTV Meets
- MTV World Stage
- This Week’s MTV Top 20

### Events
- MTV Europe Music Awards
- MTV Movie & TV Awards
- MTV Video Music Awards
- Rock am Ring

## Moderatoren
- Alice Levine
- Becca Dudley
- Daniel Eric Rosenberg
- Natasha Gilbert
- Carmen Electra
- Samantha Rowley

## Senderlogos

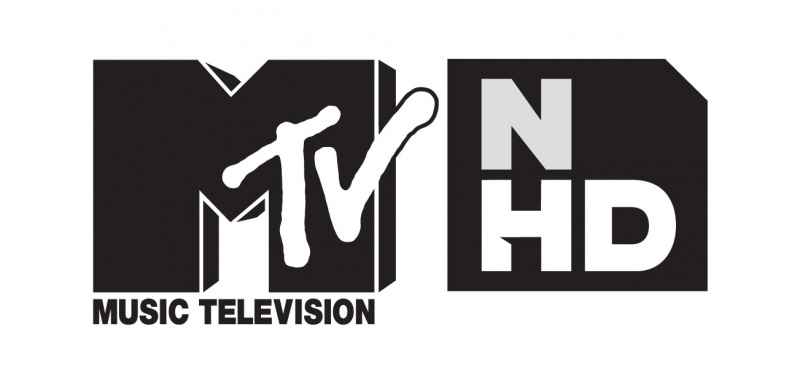
Logo des Senders MTVNHD bis Juni 2011
Logo bis Oktober 2013
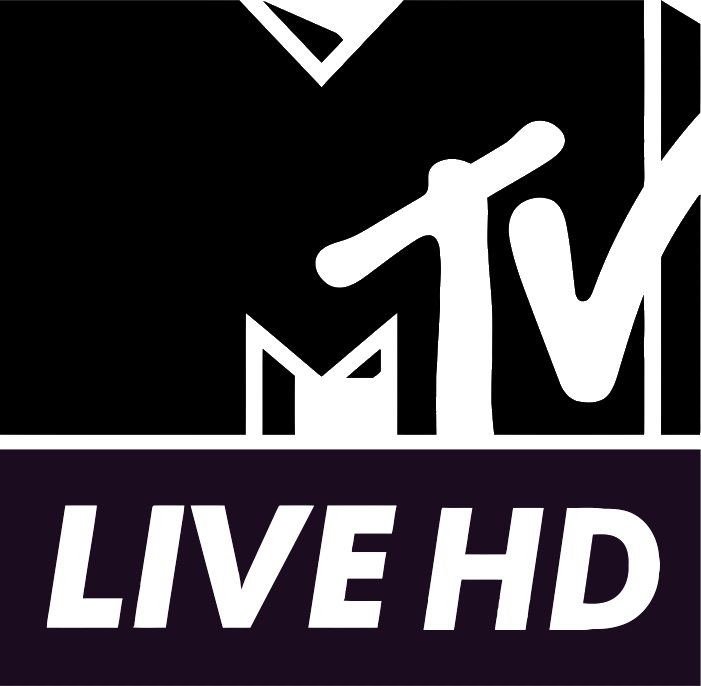
Logo bis April 2017
Logo bis September 2021
Aktuelles Logo